# Parbbatipur
Parbbatipur é uma vila no distrito de Nadia, no estado indiano de Bengala Ocidental.

## Demografia
Segundo o censo de 2001, Parbbatipur tinha uma população de 7833 habitantes. Os indivíduos do sexo masculino constituem 51% da população e os do sexo feminino 49%. Parbbatipur tem uma taxa de literacia de 77%, superior à média nacional de 59,5%: a literacia no sexo masculino é de 82% e no sexo feminino é de 72%. Em Parbbatipur, 9% da população está abaixo dos 6 anos de idade.